# Chalil ibn Ahmad
Chalil ibn Ahmad Al Faraaheedi, född omkring 718 i Oman, död omkring 791, var en författare och lärd från södra Arabien.
Han bosatte sig i Basra i Irak. Chalil var lärare åt Sibawayh och Al-Asma'i. Chalil anses allmänt ha uppställt systemet med arabiska diakritiska tecken (Harakat). Han publicerade den första ordboken av arabiska, Kitab al-Ayn, varav dock endast delar idag finns bevarade i senare arbeten.
Han dog i Basra mellan 777 och 791. 
Chalil ibn Ahmad skrev också flera böcker med poesi.